# Lara Casanova
Lara Casanova (ur. 25 października 1996 r. w Walenstadt) – szwajcarska snowboardzistka, specjalizująca się w snowcrossie, wicemistrzyni świata juniorów.

## Kariera
Starty na arenie międzynarodowej rozpoczęła w styczniu 2012 roku. Wtedy to zadebiutowała w zawodach FIS w szwajcarskim Sedrun, w których była 8. Na ten sam miesiąc przypadł debiut w zawodach z cyklu Pucharu Europy. Podczas dwóch konkursów rozgrywanych we włoskiej Cervinii, uplasowała się kolejno na 25. oraz 12. lokacie. Pierwszy poważny sukces w karierze odniosła w kwietniu 2016 roku. Na mistrzostwach świata juniorów w Rogli zdobyła srebrny medal, przegrywając jedynie z Rosjanką Kristiną Paul.
Debiut w zawodach z cyklu Pucharu Świata przypadł na grudzień 2017 roku. Zajęła wtedy 9. miejsce podczas konkursu rozgrywanego we francuskim Val Thorens. Wynik ten pozwolił jednocześnie w debiucie zdobyć pierwsze pucharowe punkty. W lutym 2018 roku wystartowała w igrzyskach olimpijskich w Pjongczangu, w których była 15. Rok później zadebiutowała podczas mistrzostw świata w Solitude. Na tej imprezie uplasowała się na 10. lokacie w konkursie indywidualnym oraz 8. w zawodach drużynowych. W zawodach pucharowych w sezonie 2018/2019 zajęła 7. lokatę w klasyfikacji generalnej snowcrossu. W lutym 2021 roku zajęła 5. pozycję podczas mistrzostw świata w Idre Fjäll.

## Osiągnięcia

### Igrzyska olimpijskie
| Miejsce | Dzień     | Rok  | Miejscowość | Konkurencja | Zwycięzca      |
| ------- | --------- | ---- | ----------- | ----------- | -------------- |
| 15.     | 16 lutego | 2018 | Pjongczang  | Snowcross   | Michela Moioli |

### Mistrzostwa świata
| Miejsce | Dzień     | Rok  | Miejscowość | Konkurencja         | Zwycięzca         |
| ------- | --------- | ---- | ----------- | ------------------- | ----------------- |
| 10.     | 1 lutego  | 2019 | Solitude    | Snowcross           | Eva Samková       |
| 8.      | 3 lutego  | 2019 | Solitude    | Snowcross drużynowy | Stany Zjednoczone |
| 5.      | 11 lutego | 2021 | Idre Fjäll  | Snowcross           | Charlotte Bankes  |
| 9.      | 12 lutego | 2021 | Idre Fjäll  | Snowcross drużynowy | Australia         |

### Puchar Świata

#### Miejsca w klasyfikacji snowcrossu
- sezon 2017/2018: 15.
- sezon 2018/2019: 7.
- sezon 2019/2020: 10.

#### Miejsca na podium w zawodach
Do tej pory nie stawała na podium zawodów PŚ.